# Den Europæiske Revisionsret
Den Europæiske Revisionsret eller blot Revisionsretten, oprettet 1975, er en ekstern instans, der har til opgave at foretage uafhængig revision med Den Europæiske Unions regnskaber. Revisionsretten er placeret i Luxembourg.
Revisionsretten blev etableret som følge af Bruxelles-traktaten og afløste Kontrolkommissionen. Da Maastrichttraktaten trådte i kraft i 1993 blev Revisionsretten en af EU's institutioner på lige fod med Europa-Parlamentet, Rådet for Den Europæiske Union, Europa-Kommissionen og EU-domstolen.
Revisionsretten fører kontrol med, at EU's midler opkræves korrekt og bruges lovligt og til de tiltænkte formål og undersøger om de finansielle transaktioner er blevet registreret korrekt, om de er foretaget lovligt og formelt rigtigt, og om de er blevet forvaltet under iagttagelse af principperne for sparsommelighed, produktivitet og effektivitet. Revisionsretten har ret til at revidere samtlige personer og organisationer, der har fået tildelt EU-midler. Retten består af et medlem fra hvert medlemsland – 27 i alt – der udnævnes af Ministerrådet for en periode på 6 år. Medlemmerne tilhører eller har tilhørt eksterne kontrolinstanser i deres hjemland, eller også har de særlige kompetencer indenfor området. Der er mulighed for at blive genudnævnt. Blandt medlemmerne vælges en formand, der sidder i 3 år, ligeledes med mulighed for genvalg.
Målet med Revisionsretten er, at bidrage til at forbedre den økonomiske forvaltning af Den Europæiske Unions midler på alle niveauer, og derigennem sikre, at Unionens borgere får mest muligt for deres penge.
Revisionsretten fremlægger resultaterne af sit arbejde i relevante og objektive beretninger, blandt andet udarbejder retten hvert år en beretning om det foregående regnskabsår, der gennemgås detaljeret af Europa-Parlamentet. Hvis Revisionsretten kan godkende regnskabet, sender den en revisionserklæring til Parlamentet og Ministerrådet. I de senere år har Revisionsretten påpeget adskillige uregelmæssigheder, hvor der ikke har kunnet redegøres for, hvad pengene er blevet brugt til.
Formand for Revisionsretten er Tony Murphy. Revisionsretten beskæftiger omkring 800 ansatte.